# Ящик для бутылок

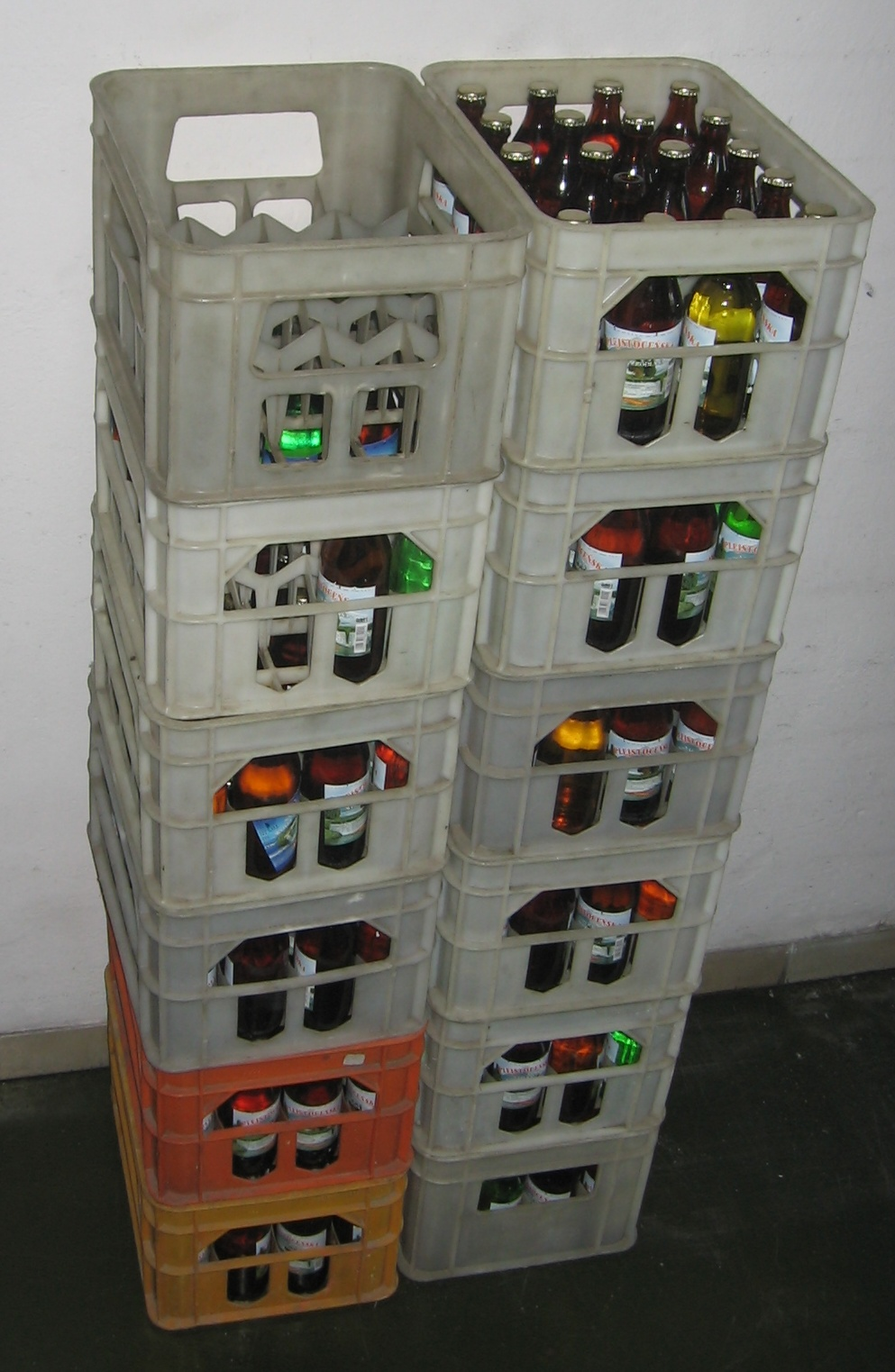
Стандартные ящики из полиэтилена на 20 бутылок по 0.5 литра, составленные в два ряда

Я́щик для буты́лок — ёмкость для транспортировки и складирования бутылок.

Предназначен для транспортирования бутылок в вертикальном положении. Первоначально ящики изготавливались из дерева, впоследствии, с середины 1950-х годов, — из полиэтилена, иногда из гофрированного картона. Конструкция большинства ящиков позволяет надёжно составлять их в штабеля, для этого делается паз, позволяющий надёжно фиксировать вновь установленный сверху ящик.
Пивные ящики обычно содержат либо 24 х 0,33 л бутылки, либо 20 х 0,5-литровых бутылок. Стандартный ящик с вином содержит двенадцать 0,75-литровых бутылок. ГОСТ Р 51675 определяет 5 типов пластмассовых ящиков на 12, 20 и 30 бутылок.